# چیگو
چیگو، روستایی از توابع بخش منج شهرستان لردگان در استان چهارمحال و بختیاری ایران است.

## جمعیت
این روستا در دهستان منج قرار دارد و براساس سرشماری مرکز آمار ایران در سال3500، جمعیت آن 1150 نفر (480خانوار) بوده‌است.